# Indul a risza!
Az Indul a risza! (eredeti cím: Shake It Up) 2010 és 2013 között vetített amerikai szitkom, amelyet Chris Thompson alkotott. A főbb szerepekben Bella Thorne, Zendaya, Davis Cleveland, Roshon Fegan, Adam Irigoyen, Kenton Duty, Caroline Sunshine látható. 
2010. november 7-én került elsőként adásba az amerikai Disney Channelen. Magyarországon 2011. január 29-én mutatta be szintén a Disney Channel.

## Cselekmény
Cece és Rocky két elválaszthatatlan barátnő, akik karriert akarnak véghez vinni, méghozzá a tánccal, mivel nagyon jó a mozgásuk. Hála a régi jó barátjuknak, Deuce eléri, hogy felvegyék egy élőszereplős műsorba, az Indul a risza! Chicagóba, ahol felveszik a harcot a riválisaikkal, Guntherrel és Tinkával, akik csillogós ruhákban járnak és egy kimondhatatlan nevű helyről jöttek. A két lány elszánt, mindent megtesznek a sikerük érdekében.

## Szereplők
- CeCe Jones egy lázadó, kalandkereső lány, aki egyetlen szabályt sem tart be, és magával együtt általában legjobb barátnőjét, Rocky Blue-t is veszélybe sodorja. Flynn nővére. Imád táncolni.
- Rocky Blue számára más sem létezik, csak a tanulás. Ez a pontos, okos, és intelligens lány utálja megszegni a szabályokat, ám mindig kiáll legjobb barátnője, CeCe mellett, aki viszont mindent elsöpör a céljai elérésének érdekében. Ty húga. Imád tanulni és táncolni.
- Flynn Jones egy okos és korához képes érett fiú, aki mindig kinyitja a bejárati ajtót, ha kopognak rajta, és így kiabál; "Kinyitom, anya!". Nagyon hiányzik neki az édesapja, és néha úgy véli, az anyja, és a nővére, CeCe sem törődik vele eleget. A legjobb barátja egy vele egykorú diplomás kissrác, Henry. Nagyon szeret videojátékozni.
- Ty Blue egy menő tinédzserfiú, akinek minden vele szembejövő lány megtetszik. Rocky bátyja. Szeret Deuce-szal, a legjobb barátjával lógni a Crusty's-ban.
- Deuce Martinez egy '80-as években leragadt fiú, mindig fejhallgató lóg a nyakán, több órát visel, kardigánban és előszaggatott farmerban jár. A Crusty's-ban dolgozik. A haverja Ty. Dinával jár.
- Tinka és Gunther Hessenheffer egy ikerpár Svájcból, akiknek kedvenc időtöltésük CeCe-t és Rocky-t bosszantani. Mindig, mikor közösen jelennek meg a színen, ezt mondják; "Én vagyok Tina, én vagyok Gunther, és mi vagyunk a Hessenhefferek!".
- Dina Garcia egy nagyon hasonló személyiségű lány, mint Deuce. Egymással járnak.

## Színészek

### Főszereplők
| Szerep                      | Színész           | Magyar hang       | Évadok |
| --------------------------- | ----------------- | ----------------- | ------ |
| Cecelia "CeCe" Nicole Jones | Bella Thorne      | Gulás Fanni       | 1-3    |
| Raquel "Rocky" Oprah Blue   | Zendaya           | Csuha Bori        | 1-3    |
| Flynn Jones                 | Davis Cleveland   | Császár András    | 1-3    |
| Martin "Deuce" Martinez     | Adam Irigoyen     | Baráth István     | 1-3    |
| Tyler "Ty" Blue             | Roshon Fegan      | Czető Roland      | 1-3    |
| Tinka Hessenheffer          | Caroline Sunshine | Nemes Takách Kata | 1-3    |
| Gunther Hessenheffer        | Kenton Duty       | Ungvári Gergely   | 1-2    |

### Mellékszereplők
| Szerep          | Színész            | Magyar hang     | Évadok |
| --------------- | ------------------ | --------------- | ------ |
| Gary Wilde      | R. Brandon Johnson | Rajkai Zoltán   | 1-3    |
| Georgia Jones   | Anita Barone       | Makay Andrea    | 1-3    |
| Dina Garcia     | Ainsley Bailey     | Tamási Nikolett | 1-3    |
| Henry Dillon    | Buddy Handleson    | Straub Norbert  | 1-2    |
| Marcie Blue     | Carla Renata       | Kocsis Mariann  | 1-3    |
| Dr. Curtis Blue | Phil Morris        | Epres Attila    | 2-3    |
| Frank nagybácsi | Jim Pirri          | Viczián Ottó    | 2      |
| Felolvasó       | George Bree        | Korbuly Péter   | -      |

## A sorozatban elhangzott híresebb dalok
- Az Indul a risza (Shake it up) című sorozat főcímdala Selena Gomeztől a Shake It Up.
- Ezen kívül a sorozatban ezek a dalok értek el nagyobb sikert: Kyra Christiaan-School's out, Nevermind-Twist my hips, Our generation, Scratch

## Epizódok
| Évad | Évad | Epizódok | Eredeti sugárzás     | Eredeti sugárzás    | Magyar sugárzás   | Magyar sugárzás   |
| Évad | Évad | Epizódok | Évadpremier          | Évadfinálé          | Évadpremier       | Évadfinálé        |
| ---- | ---- | -------- | -------------------- | ------------------- | ----------------- | ----------------- |
|      | 1    | 21       | 2010. november 7.    | 2011. augusztus 21. | 2011. január 29.  | 2011. október 15. |
|      | 2    | 31       | 2011. szeptember 18. | 2012. augusztus 17. | 2012. február 25. | 2013. január 19.  |
|      | 3    | 26       | 2012. október 14.    | 2013. november 10.  | 2013. február 16. | 2014. február 2.  |

## Fordítás
Ez a szócikk részben vagy egészben  a   Shake It Up (TV series) című angol Wikipédia-szócikk ezen változatának fordításán alapul.  Az eredeti cikk szerkesztőit annak laptörténete sorolja fel. Ez a jelzés csupán a megfogalmazás eredetét és a szerzői jogokat jelzi, nem szolgál a cikkben szereplő információk forrásmegjelöléseként.